# Bécarde à ailes blanches
Pachyramphus polychopterus
Espèce
Répartition géographique
Statut de conservation UICN

 LC  : Préoccupation mineure
La Bécarde à ailes blanches (Pachyramphus polychopterus) est une espèce de passereaux de la famille des Tityridae.

## Description
Elle présente un dimorphisme sexuel. En effet, le mâle a une couronne et l'arrière du cou avec des plumes individuelles bordées de bleu acier foncé. Le dos, les ailes et la queue sont de couleur noire. La croupe et le dessus de la queue sont gris-ardoise. Les rectrices externes sont bordées de blanc de manière distale, les autres teintées de blanc de manière décroissante jusqu'à l'absence totale. L'extérieur des scapulaires est blanc formant une bande visible. La couverture médiane et la grande couverture sont chargées et bordées de blanc. Les secondaires et l'intérieur des primaires sont étroitement bordées de blanc. Le dessous est gris-ardoise teinté discrètement de petits points blancs. Le dessous des ailes et axillaires est gris mélangé de gris pâle et blanc. Le bord intérieur des ailes est blanc.
La femelle a une couronne et l'arrière du cou olive à olive-grisâtre. Le dos, la croupe et le dessus de la queue sont de couleur olive-verdâtre. Le bord des ailes vont de chamois-cannelle à blanc. Le bas des plumes centrales de la queue est olive-verdâtre virant au noir à la pointe. Le côté de la tête est légèrement olive. Les lores est un mélange d'olive et de blanc avec une étroite bande blanche sur l'œil. Le dessous est jaune pâle avec le côté de la poitrine sobrement olive. Le bord des ailes, les axillaires et le dessous des ailes est jaune pâle.

## Habitat
Elle fréquente les lisières des forêts ouvertes, les clairières, les plantations, les mangroves, les habitats humides.

## Répartition et sous-espèces
Selon la classification de référence du Congrès ornithologique international (15.1, 2025) elle se répartit en huit sous-espèces (ordre phylogénique) :
- P. p. similis Cherrie, 1891
- P. p. cinereiventris Sclater, 1862 —
- P. p. dorsalis Sclater, 1862 —
- P. p. tenebrosus Zimmer, 1936 —
- P. p. tristis (Kaup, 1852) — du nord-est de la Colombie à Maranhão via Trinité-et-Tobago[4] et le plateau des Guyanes ;
- P. p. nigriventris Sclater, 1857 —
- P. p. polychopterus (Vieillot, 1818) —
- P. p. spixii (Swainson, 1838) —